# Knotige Purpurschnecke
Die Knotige Purpurschnecke (Thais nodosa, Synonym: Thais pansa) ist eine Schnecke aus der Familie der Stachelschnecken, die an tropischen Küsten beiderseits des Atlantischen Ozeans verbreitet ist.

## Merkmale

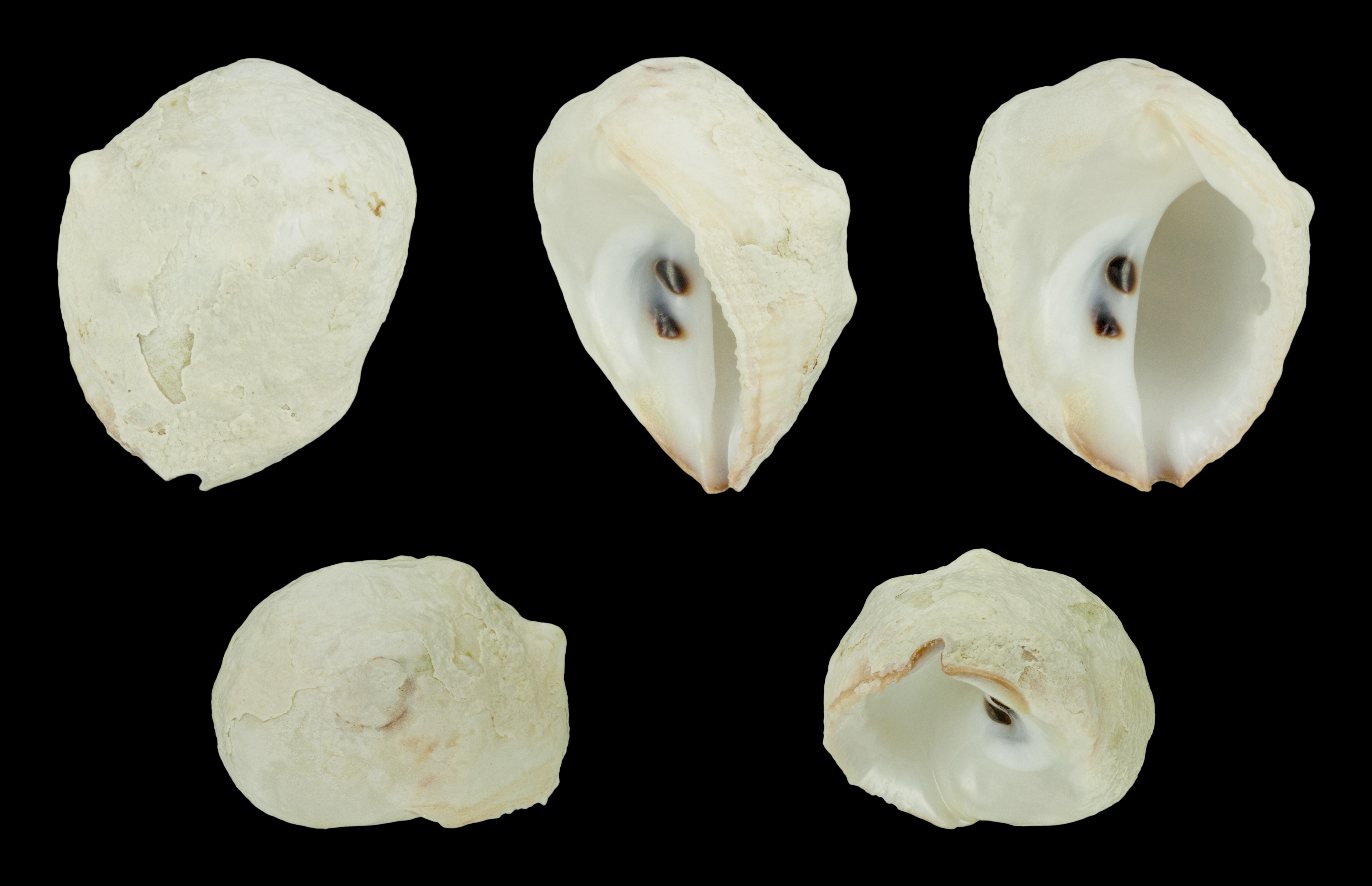

Das Gehäuse von Thais nodosa erreicht bei ausgewachsenen Schnecken eine Länge von etwa 4 bis 5,5 cm und eine etwas geringere Breite. Es hat ein kurzes, stumpfes Gewinde und einen großen Körperumgang. Die äußere Lippe der Gehäusemündung breitet sich nach außen aus. Die flache Spindel ist breit kallös. Das Schneckenhaus ist mit fünf spiraligen Reihen gerundeter Knoten skulpturiert, von denen die beiden oberen am meisten hervorragen. Die Oberfläche der Schale ist blass rehbraun, die Spindel weiß mit meist zwei rosafarbenen Flecken.

## Verbreitung, Lebensraum und Lebensweise
Thais nodosa ist im Atlantischen Ozean sowohl an der westafrikanischen Küste als auch den Ufern Brasiliens in der Gezeitenzone auf felsigen Untergründen, insbesondere in Felsspalten und überhängenden Felsen zu finden.

## Ernährung und Lebensweise
Über Ernährung und Lebensweise von Thais nodosa liegen keine Veröffentlichungen vor. Andere Stachelschnecken leben räuberisch von Rankenfußkrebsen und Weichtieren.

## Bedeutung für den Menschen
Thais nodosa wird wegen ihres Fleisches gesammelt.